# Subsaltusaphis virginica
Subsaltusaphis virginica är en insektsart som först beskrevs av Baker, A.C. 1917.  Subsaltusaphis virginica ingår i släktet Subsaltusaphis och familjen långrörsbladlöss. Inga underarter finns listade i Catalogue of Life.